# Isla Akara
Akara es una isla del archipiélago de Nueva Georgia en la Provincia Occidental, Islas Salomón en el Pacífico Sur, al este de Papúa Nueva Guinea.

## Geografía
La isla está situada en el Canal Blanche, una vía fluvial en la parte sureste del archipiélago que separa las islas de Nueva Georgia y Vangunu en el noreste de las islas de Rendova y Tetepare en el suroeste. Akara está separada de las estribaciones del sur de Nueva Georgia por un estrecho canal. La isla está deshabitada.